# 斑鳩町コミュニティバス
斑鳩町コミュニティーバス（いかるがちょう - ）は、奈良県生駒郡斑鳩町が運行するコミュニティバス。町内を循環するAコース・Bコースを運行している。奈良交通の子会社であるエヌシーバスに運行委託している。

## コース
それぞれ土・日・祝日も運行。（年末年始を除く）
- Aコース
  - 斑鳩町役場前 - 龍田神社前 - 斑鳩交番前 - 三室山下 - 中央体育館前 - 斑鳩町役場前 - 法隆寺前 - 法隆寺駅北口 - 南中学校 - 法隆寺駅 - 業平橋 - 法起寺 - 法輪寺 - 中宮寺前 - 法隆寺前 - 斑鳩町役場前

- Bコース（Aコースの逆回り）
- 白石畑コース
  - 東小学校 - ふれあい交流センター - 白石畑 - ふれあい交流センター - 中宮寺 - 法隆寺前 - 斑鳩町役場前

## 料金
1乗車につき100円、中学生以下は無料。